# Каллио, Вяйнё Абрамович
Вяйнё Абрамович Каллио (17 апреля 1897, Пихлаявеси, Вазаская губерния — 9 февраля 1938, Петрозаводск) — политический деятель Социалистической рабочей партии Финляндии. Поддерживал красных в гражданской войне в Финляндии 1918 года. Работал в парламенте Финляндии с 1929 по 1930 год. В 1933 году был выслан правительством Финляндии в Советский Союз. Во время Большого террора был арестован и заключен в тюрьму 1 января 1938 года, а затем казнен. После смерти Иосифа Сталина реабилитирован в 1958 году.